# Excursão do Club Nacional de Football à Europa em 1925
O Club Nacional de Football realizou em 1927 uma excursão por América do Norte. Depois da excursão por Europa em 1925, a Nacional chegaram-lhe oferecimentos por partidos ao redor do mundo e finalmente, dois anos depois, se emuló aquela travesía. Desta vez foi por América do Norte, explorando uma zona desconhecida para o futebol sudamericano. Esta segunda excursão compreendeu veintiún partidos, com quinze triunfos, dois empates e uma derrota —três partidos foram suspensos— com setenta e cinco golos a favor e vinte e dois em contra.

## Desenvolvimento
O 25 de fevereiro partiu a delegação comandada por José María Delgado, Rodolfo Gorriti, o Cónsul Geral de Uruguai em Nova York, José Richling, e o embaixador uruguaio nos Estados Unidos. Emilio Servetti Mitre foi o treinador e Juan Kirschberg o kinesiólogo. Os jogadores foram Andrés Mazali, Fausto Batignani, Antonio Urdinarán, Emilio Recoba, Diego Fernández, Fortunato Queirolo, José Leandro Andrade, Alfredo Zibechi, José Vanzzino, Lorenzo Fernández, Alfredo Ghierra, Santos Urdinarán, Héctor Scarone, Pedro Petrone, Ángel Romano, Héctor Castro, Zoilo Saldombide, Conrado Haeberli, José Pedro Cea, Finamore.

### Partidos em Estados Unidos
A chegada da equipe de Nacional gerou muito entusiasmo como vários dos jogadores tinham saído campeões dos Jogos Olímpicos em Paris três anos antes. Como aconteceu durante a excursão por Europa de 1925, a imprensa local geralmente referiu-se à equipa itinerante como Uruguai ou os uruguaios, mencionando que se tratava do equipo campeão do Mundo em Paris. Ademais causou sensação o facto de que uma das estrelas, José Leandro Andrade, era de raça negra. A gestão da etapa estadounidense da excursão esteve em mãos do dirigente anglo-americano Nat Agar, dono dos Brooklyn Wanderers. Ao não estar muito difundida a prática do futebol, os rivais eram representantes de colónias européias integrados em sua totalidade por profissionais que tinham participado nos torneios de seus respectivos países. Um dirigente americano tinha anunciado ao início da excursão: iam tratar de vencer a qualquer preço.

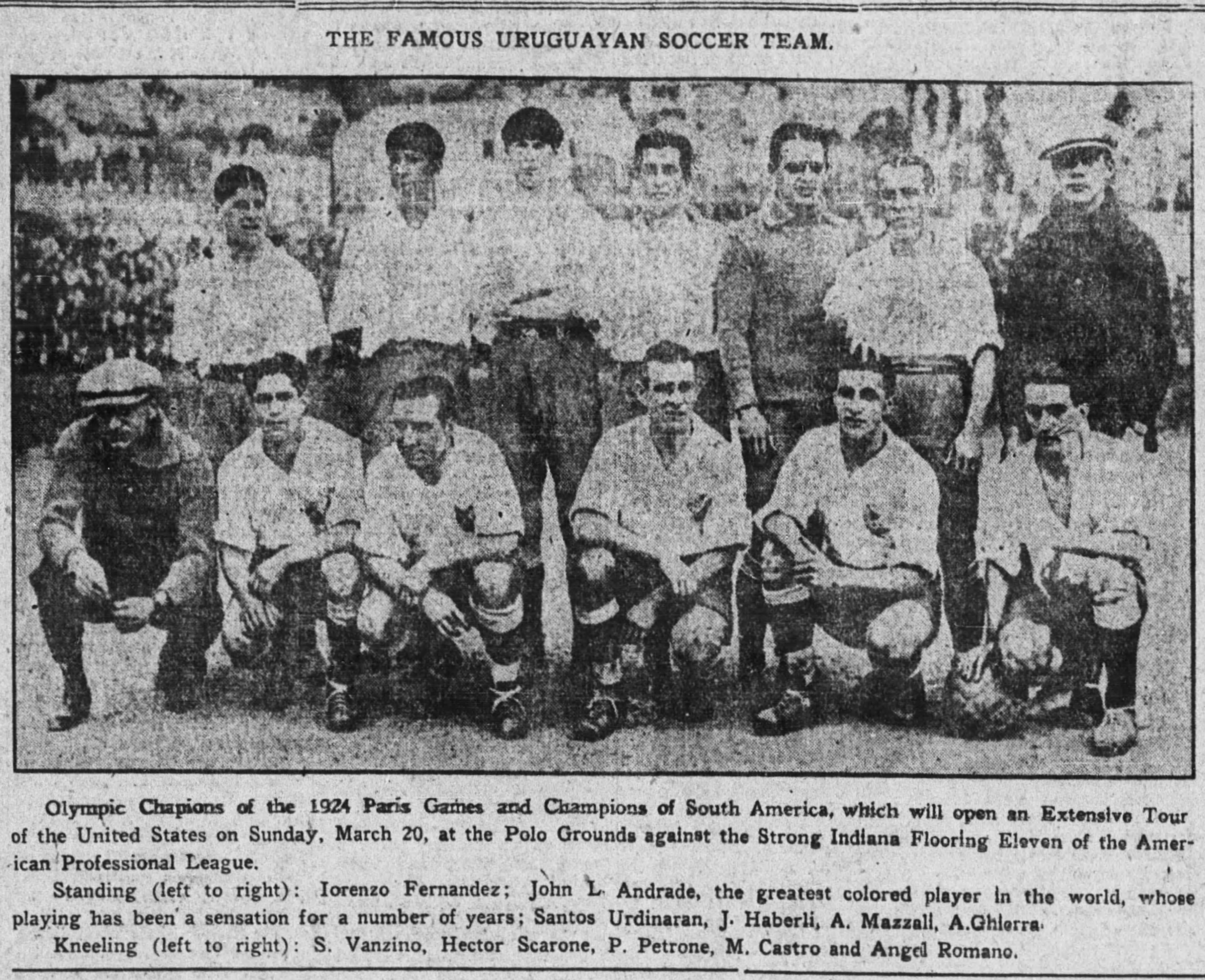
Nacional na excursão por América do Norte de 1927

Tendo chegado a Nova York o 15 de março, Nacional debutó em solo norte-americano o 20 desse mês vencendo por 6:1 à equipa Indiana Flooring ante 20 000 espectadores. Desde o primeiro partido a imprensa já se encontrava surpreendida pelo jogo de Nacional e particularmente do de Héctor Scarone e de José Leandro Andrade.
O segundo partido da excursão foi contra Brooklyn Wanderers e terminou em empate 2:2. Uma forte tormenta de neve impediu às duas equipas dar um grande espectáculo, mas inclusive assim atraiu entre 12 e 15 000 espectadores. O empate foi muito festejado pelos locais especialmente considerando o resultado do partido inaugural da excursão. Quando o encontro ia 1:1 o uruguaio Fernández começou a sangrar por um golpe entre os olhos e provocou-se uma riña com Morris e Lyall na que teve que intervir a polícia. Finalmente, o árbitro expulsou a Fernández quem foi substituído por José Leandro Andrade.
O seguinte partido foi contra os Newark Skeeters e foi suspenso a falta de 20 minutos com o marcador 1:0 a favor dos locais como José Pedro Cea tomou-se a golpes de punho com Daley de Newark. Briga-a generalizou-se e para perto de 500 pessoas invadiram o campo para participar dos distúrbios. Finalmente chegou a polícia e conseguiu solucionar briga-a. O árbitro estava disposto a continuar o partido mas a polícia não o permitiu para evitar que volte a ocorrer outra briga.
A vitória conseguida ante um seleccionado de profissionais de une-a por 4:2 causou uma verdadeira sensação pelo bom jogo despregado por Nacional.
O seguinte rival foram os Fall River F.C., tri-campeão vigente da American Soccer League. O partido jogado ante umas 7000 pessoas resultou em empate 1:1. Depois jogou-se um partido de revanche em frente a Brooklyn Wanderers que atrajó a atenção como o partido anterior tinha terminado com alguma briga. Nacional ganhou 2:0 e o partido decorreu sem nenhum inconveniente.
O seguinte partido foi contra Boston em frente a 7000 espectadores e teve que ser suspenso quando o encontro ia 3:2 a favor dos locais por distúrbios no campo. Depois de que o árbitro cobrasse um penal protestado pelos jogadores de Nacional, McArthur de Boston recebeu um golpe que desatou uma briga entre todos os jogadores e provocou a invasão de 2000 pessoas desde as arquibancadas. Isto provocou que a polícia tenha que intervir, levando aos jogadores uruguaios até o vestuário. O conjunto uruguaio deveu ser escoltado pela polícia para abandonar o estádio. Dois jogadores da equipa local e duas mulheres que tinham ingressado ao campo na briga foram feridos levemente.  Esta foi a terça briga em sete partidos, o que provocou que se ponha em dúvida a continuidade da excursão. Finalmente interveio José Richling, cónsul geral de Uruguai, para que a excursão possa continuar.
Depois venceu por 2:1 a Detroit, por 3:0 a Cleveland, por 4:1 a St. Louis e por 1:0 a Sparta de Chicago, flamantes campeões do Oeste. Depois destas quatro vitórias consecutivas, Nacional pediu permissão à Associação de Futebol de Estados Unidos para enfrentar ao Hakoah de Áustria, que também estava da exursão por América do Norte. José María Delgado enviou uma carta ao secretário da Associação mas não conseguiram conseguir um estádio disponível para realizar o partido. Ao dia seguinte, Nacional perdeu contra Chicago por 3:2. Os últimos dois partidos disputados em Estados Unidos foram vitórias contra Filadelfia por 4:1 e contra Broolyn Wanderers por 2:1.

### Partidos em Cuba e México
A excursão continuou por Cuba e depois por México nos que o conjunto uruguaio saiu vitorioso em todos os encontros disputados. Como a excursão de Colo-Colo tinha sido um grande sucesso económico em México, os directores mexicanos convidaram a Nacional a disputar vários partidos. O 26 de junho de 1927 ganhou por 3:1 à selecção mexicana e obteve-a a #Copa Geral Serrano. Depois ganhou a Copa Colónia Francesa o 29 de junho de 1927. A travesía terminou o 10 de julho de 1927 ao vencer por 8:1 a um seleccionado Espanhol, para depois regressar a Uruguai, para atender a preparação para os Jogos Olímpicos de Ámsterdam de 1928, nos que Uruguai obteria por segunda vez consecutiva o ouro olímpico.

## Resultados
| PJ | PG | PE | PP | GF | GC |
| 21 | 15 | 2  | 4  | 75 | 22 |
| -- | -- | -- | -- | -- | -- |